# Open GDF SUEZ de Marseille 2013
L'Open GDF SUEZ de Marseille 2013 è stato un torneo di tennis facente parte della categoria ITF Women's Circuit nell'ambito dell'ITF Women's Circuit 2013. È stata la 17ª edizione del torneo che si è giocata a Marsiglia in Francia dal 3 al 9 giugno 2013 su campi in terra rossa e aveva un montepremi di $100,000.

## Partecipanti

### Teste di serie
| Nazionalità | Giocatrice              | Ranking* | Testa di serie |
| ----------- | ----------------------- | -------- | -------------- |
| Spagna      | Anabel Medina Garrigues | 68       | 1              |
| Lussemburgo | Mandy Minella           | 76       | 2              |
| Porto Rico  | Mónica Puig             | 86       | 3              |
| Romania     | Alexandra Cadanțu       | 91       | 4              |
| Francia     | Mathilde Johansson      | 94       | 5              |
| Paesi Bassi | Arantxa Rus             | 100      | 6              |
| Ungheria    | Tímea Babos             | 103      | 7              |
| Germania    | Tatjana Maria           | 104      | 8              |

- Ranking al 27 maggio 2013.

### Altre partecipanti
Giocatrici che hanno ricevuto una wild card:
- Myrtille Georges
- Mathilde Johansson
- Victoria Larrière
- Andrea Petković

Giocatrici che sono passate dalle qualificazioni:
- Amandine Hesse
- Ljudmyla Kičenok
- Grace Min
- Irina Ramialison
- Jill Craybas (lucky loser)
- María Irigoyen (lucky loser)
- Anaève Pain (lucky loser)

## Vincitrici

### Singolare
Andrea Petković ha battuto in finale  Anabel Medina Garrigues con il punteggio di 6–4, 6–2

### Doppio
Sandra Klemenschits /  Andreja Klepač hanno battuto in finale  Asia Muhammad /  Allie Will con il punteggio di 1–6, 6–4, [10–5]